# Pablo Villarrubia
Pablo Villarrubia Mauso (1962) es un periodista, reportero y escritor brasileño, más conocido por su trabajo en el programa español Cuarto Milenio.

## Biografía

### Primeros años
Nació en São Paulo (Brasil), en 1962. Hijo de padres españoles (su madre nació en el barrio de San Telmo, en  Las Palmas de Gran Canaria), ya desde pequeño se sintió atraído por el misterio. Fue  su abuelo (quien había trabajado en el protectorado español de Marruecos y en Canarias) la persona que promovió en él el gusto por los viajes y, especialmente, por el conocimiento. Según Villarrubia, en la biblioteca de su barrio, solía copiar manualmente datos de diversos géneros, entre los que se encontraban "las narrativas de expediciones de la antigüedad y las efemérides de los lanzamientos de naves espaciales hacia la Luna y otros planetas".
Cuando tenía 19 años comenzó a ejercer como DJ, junto a un amigo, en algunos locales de la ciudad de Sao Paulo, trabajo que mantendría hasta los 21 años.

### Carrera periodística
Se licenció en periodismo por la Facultad Cásper Líbero, en São Paulo, en 1986, y comenzó su carrera periodística en 1988. Tras esto, trabajó durante un periodo de tiempo en un semanario de Sao Paulo, el “City News-Jornal da Cidade”. Fue durante su trabajo en dicho semanario cuando, a finales de 1989, entrevistó a los investigadores españoles J. J. Benítez y Fernando Jiménez del Oso, quienes habían viajado a Brasil para rodar un documental para la serie “En Busca del Misterio”, acompañándoles con posterioridad en el reportaje sobre Gasparetto. En esto, Jiménez  del Oso le propuso ser corresponsal de la revista “Más Allá”, de la cual él era director. Fue así como se trasladó a España y comenzó a colaborar en sus revistas “Espacio y Tiempo” y “Enigmas del Hombre y del Universo”. Estableció su residencia permanente en España en 1992 (si bien, según indica, todos los años viaja a Brasil para ponerse “en contacto” con la gente de su país natal, lo que le ha permitido investigar algunos casos muy importantes dentro del ámbito de la ufología y de la parasicología sudamericanas y estudiar antiguas civilizaciones amerindias). Fue en la primera etapa de la revista "Enigmas", donde conocería a muchos de sus actuales compañeros de Milenio 3 y Cuarto Milenio, quienes también trabajaban en ella. En 1997 comenzaría su carrera como escritor. 
En sus numerosos viajes en el mundo, ha entrevistado a arqueólogos de todo el mundo y visitado sitios arqueológicos y museos de tres continentes. Este hecho lo impulsó a querer conocer mejor la prensa escrita española en relación con la difusión de la arqueología. Así,  debido a la ausencia de estudios existente sobre este ámbito histórico en el periodismo comenzó a desarrollar una investigación  con ese sentido, que concluyó con la elaboración de su tesis doctoral “Periodismo arqueológico y empresa informativa”, que fue la primera tesis doctoral "de este género presentada en España". En 2005 se doctoró en Ciencias de la Información en la Universidad Complutense de Madrid.
Actualmente, Villarrubia está trabajando en varios proyectos vinculados a la novela histórica, basándose en los datos personales que ha ido obteniendo a través de sus muchos viajes y experiencias vividas.
Además de su carrera como escritor, Villarrubia sigue publicando reportajes de forma periódica, que combina con la publicación de nuevos libros y su participación en diversos medios de comunicación, tanto en prensa, como en radio y televisión para España y Brasil. Así, actualmente trabaja como reportero-guionista del programa español Cuarto milenio, en Cuatro TV.